# Aristid Lindenmayer
Aristid Lindenmayer (27 novembre 1925 – 30 ottobre 1989) è stato un biologo ungherese.
Nel 1968 ha sviluppato un tipo di linguaggi formali che oggi è chiamato L-systems o Lindenmayer Systems. Usando questi sistemi Lindenmayer ha modellato il comportamento delle cellule delle piante. I sistemi a L oggigiorno vengono utilizzati anche per modellare intere piante.
Rappresentazioni vegetali generate utilizzando un sistema a L in 3D.
Lindenmayer ha lavorato con lieviti e funghi filamentosi e ha studiato i modelli di crescita di vari tipi di alghe, come i batteri blu/verdi Anabaena catenula. Originariamente i sistemi L sono stati ideati per fornire una descrizione formale dello sviluppo di tali semplici organismi multicellulari e per illustrare le relazioni di vicinato tra le cellule vegetali. In seguito, questo sistema è stato esteso per descrivere piante superiori e strutture ramificate complesse.
Lindenmayer ha studiato chimica e biologia all'Università Loránd Eötvös di Budapest dal 1943 al 1948. Ha conseguito il dottorato di ricerca in fisiologia vegetale nel 1956 presso l'Università del Michigan. Nel 1968 è diventato professore di Filosofia delle Scienze della Vita e Biologia presso l'Università di Utrecht, Paesi Bassi. Dal 1972 in poi ha diretto il Theoretical Biology Group presso l'Università di Utrecht.